# Tolman Electronic Parameter

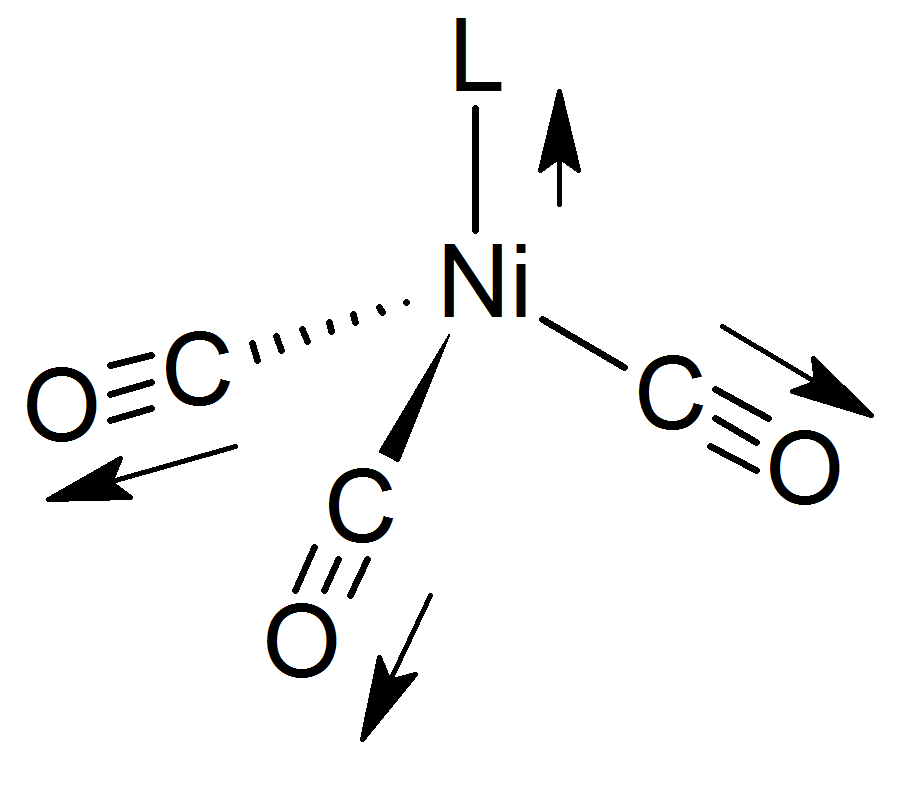
Die A_{1} Streckschwingung von Ni(CO)_{3}L wird genutzt um den TEP-Wert zu bestimmen

Der Tolman Electronic Parameter (TEP, deutsch: Tolmans elektronischer Parameter) ist eine Möglichkeit die elektronenziehende oder -schiebende Eigenschaft eines Liganden L zu messen. Er wird durch Messung der Frequenz des A1 C–O Schwingungsmodus (ν(CO)) eines (pseudo)-C3v-symmetrischen Komplexes [LNi(CO)3] mittels Infrarotspektroskopie bestimmt. [LNi(CO)3] wurde dabei als Modellverbindung ausgewählt, da sich derartige Komplexe einfach aus Tetracarbonylnickel(0) herstellen lassen.
Die Verschiebung der ν(CO)-Schwingung wird genutzt um auf die elektronischen Eigenschaften des Liganden zu schließen und dadurch sein Verhalten in anderen Komplexen zu verstehen. Entwickler der Methode ist Chadwick A. Tolman.
Die Verwendung von Carbonylliganden hat zwei Vorteile. Zum einen wird die  A1 Carbonylbande nur selten durch andere Banden im Infrarotspektrum des Analyten verdeckt. Außerdem handelt es sich bei Carbonyl um einen sehr kleinen Liganden, sodass sterische Einflüsse die Analyse nicht verkomplizieren.

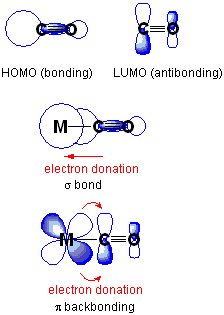
Schematische Darstellung des HOMOs und des LUMOs von CO sowie der σ-Hin- und der π-Rückbindung.

Koordiniert CO an ein Metall, verringert sich ν(CO) typischerweise im Vergleich zu den 2143 cm−1 von freiem CO. Dieser Shift kann durch eine π-Rückbindung erklärt werden: Das Metall bildet mit dem Carbonylliganden eine π-Bindungen aus, indem es Elektronen aus seinen d-Orbitalen in das leere, antibindende π*-Orbital des COs doniert. Diese Interaktion stärkt die Metall-Kohlenstoffbindung, schwächt aber gleichzeitig die Kohlenstoff-Sauerstoffbindung, was zu einer niedrigeren Schwingungsfrequenz resultiert. Wenn andere Liganden die Elektronendichte von π-Elektronen am Metall erhöhen, wird die C–O-Bindung geschwächt und ν(CO) sinkt weiter. Wenn im Gegensatz dazu andere Liganden mit CO um π-Rückbindungen konkurrieren, steigt ν(CO).
| L        | ν(CO) [cm−1] |
| -------- | ------------ |
| P(t-Bu)3 | 2056,1       |
| PMe3     | 2064,1       |
| PPh3     | 2068,9       |
| P(OEt)3  | 2076,3       |
| PCl3     | 2097,0       |
| PF3      | 2110,8       |

Der Kegelwinkel nach Tolman und der TEP-Wert werden unter anderem genutzt um die sterischen und elektronischen Eigenschaften von Phosphanliganden, die häufig in der homogenen Katalyse genutzt werden, zu untersuchen. Auf einer zur TEP-Analyse analoge Variante werden die Donoreigenschaften von N-heterocyclischen Carbenliganden (NHC) anhand von IR-Daten aus cis-[RhCl(NHC)(CO)2]-Komplexen bestimmt.

## Weiterführende Informationen
- Ralf Tonner, Gernot Frenking: Tolman’s Electronic Parameters for Divalent Carbon(0) Compounds. In: Organometallics. 28. Jahrgang, Nr. 13, 2009, S. 3901–3905, doi:10.1021/om900206w.
- Dmitry G. Gusev: Electronic and Steric Parameters of 76 N-Heterocyclic Carbenes in Ni(CO)3(NHC). In: Organometallics. 28. Jahrgang, Nr. 22, 2009, S. 6458–6461, doi:10.1021/om900654g.